# Jean-Baptiste d'Oultremont
Jean-Baptiste-François d'Oultremont, né le 28 avril 1672 au château d'Oultremont et mort le 8 mai 1735  au château de Warfusée, seigneur de Lamine, fut grand-bailli de Moha et bourgmestre de Liège en 1711.

## Biographie
Né le 28 avril 1672 au château d'Oultremont à Warnant-Dreye, il est le fils de Jean-Baptiste d'Oultremont, chanoine de Notre-Dame à Huy, puis baron de Han-sur-Lesse, seigneur de Laminne, de Chevelogne, d'Oultremont, pair du duché de Luxembourg, et de Marie-Jacqueline de Berlaymont, dame de Thiribu. 
À l'âge de 9 ans, son tuteur, l'oncle Berlaymont, l'envoie étudier à Mayence, et il passe ensuite à Louvain puis à Prague. 
D'abord seigneur de Lamine et de Warnant, il hérite, en 1719, de son cousin éloigné Jean-Edmond, comte d'Oultremont, seigneur de la Malaise, Waret-l'Évêque, Bovesse, chanoine de Liège, prévôt de Huy, commissaire décideur à Maastricht; le testament date du 8 mai 1706. Il meurt en célibat et avait institué, le 25 novembre 1732, comme héritier son frère puîné Jean-François-Paul-Emile.
Succédant à son cousin Jean Warnier Uldaric d'Oultremont, seigneur de Fosseroule (Huccorgne) et de Landenne, il devient à la fin du XVIIe siècle, grand bailli de Moha. Cette charge souvent occupée par un membre de cette grande famille, touche à la fois à l'organisation militaire, administrative et judiciaire d'un grand district de la Hesbaye hutoise.
Au titre de détenteur de la seigneurie de Lamine (Waremme), bien patrimonial apporté en mariage en 1502 par Josette de Dongelberg de Longchamps, relevant de l'avouerie de Hesbaue (cathédrale), il entre à l'État noble de la principauté de Liège le 22 octobre 1697 avec le titre de baron d'abord, puis avec le titre de comte d'Oultremont à partir de 1704.  Il est ensuite désigné comme membre du Conseil privé du prince-évêque de Liège par Joseph-Clément de Bavière le 19 février 1715. 
Détail qui prouve ses relations avec la patrie du prince-évêque, il est reçu, le 2 février 1716, membre de la Confrérie d'Amour sous l'auspice de Notre-Dame-Auxiliatrice établie dans l'église paroissiale de Saint-Pierre à Munich. Des mains de Georges-Louis de Berghes, il reçoit le 3 juillet 1724, une nouvelle patente de membre du Conseil privé. Le 4 juillet 1724, le chapitre approuve la désignation faite par le nouveau prince élu (le 7 février) en faveur du comte d'Oultremont, admis à prêter le serment habituel devant les capitulaires. 
Le 22 février 1714, au moment du congrès de Rastadt qui doit mettre fin à la guerre de Succession d'Espagne et permettre à Joseph-Clément de Bavière de remonter sur le trône épiscopal, le comte d'Oultremont est choisi par l'État noble comme réviseur du tribunal des XXII, garant des libertés constitutionnelles.
Nommé bourgmestre de la Cité ardente le 22 septembre 1711, son administration laisse un bon souvenir puisque l'on frappe une médaille en or à l'effigie du bourgmestre de Liège portant au revers l'inscription « à Jean-Baptiste, comte d'Oultremont, bon père des bourgeois ».
Il meurt célibataire le 8 mai 1735 au château de Warfusée, chez son frère cadet.